# Antipsychotikum

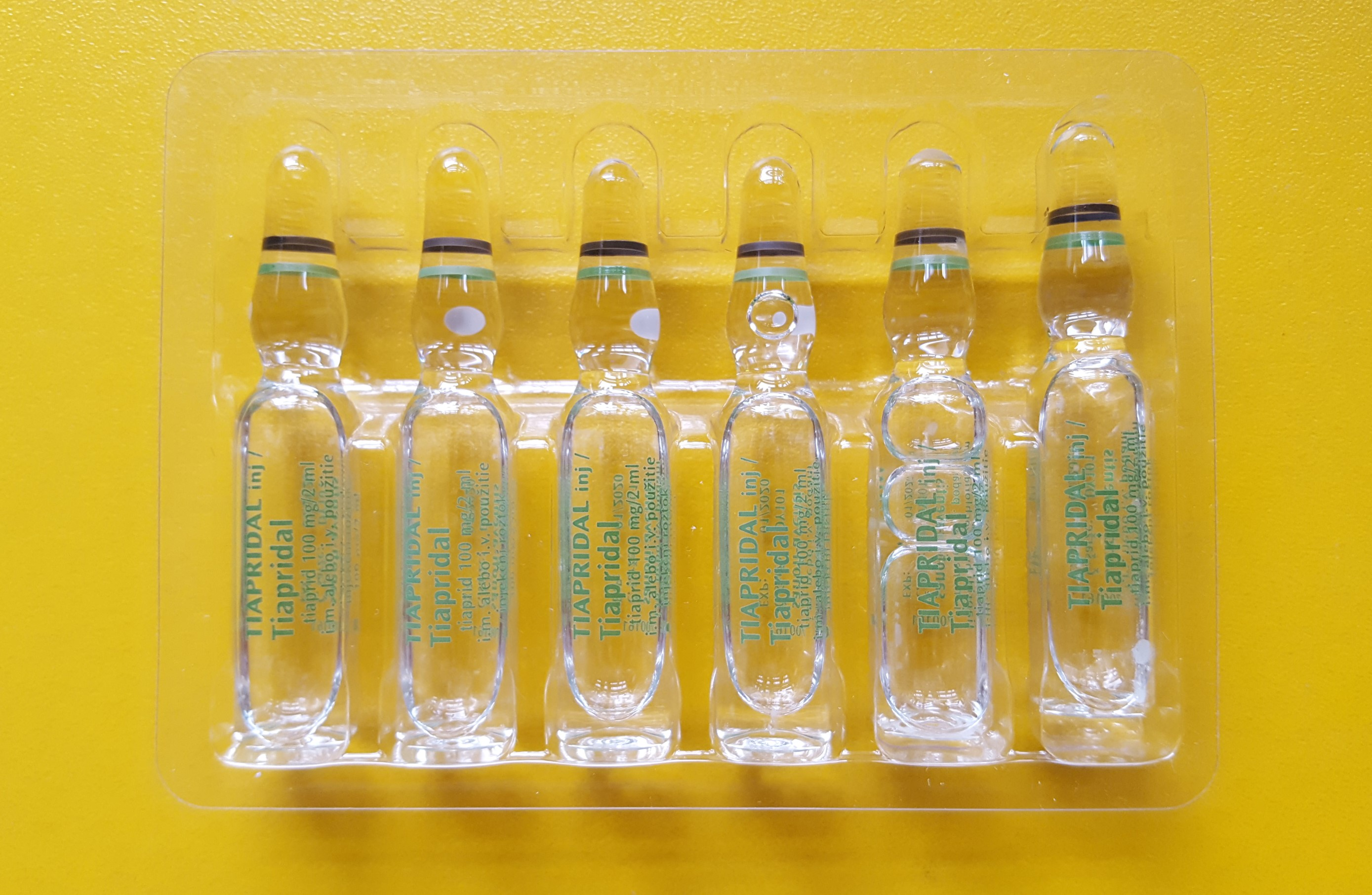
100mg tiapridu k nitrožilnímu podání

Antipsychotika (neuroleptika) jsou látky, které mají při dlouhodobém podávání schopnost potlačovat psychotické symptomy, především halucinace a bludy u schizofrenie, schizoafektivních psychóz a manické fáze maniodepresivní psychózy. První generace antipsychotik, známá též pod názvem klasická nebo typická antipsychotika, byla objevena v letech 1950. Druhá generace, též známá jako atypická antipsychotika, byla vyvinuta poměrně nedávno, avšak první z nich, klozapin, byl vyvinut již okolo 1950 a klinicky užit okolo 1970. Obě generace léků působí obvykle v mozku tak, že blokují dopaminové receptory v dopaminergních drahách, mohou však působit na širokou řadu jiných receptorů. Jednotlivá antipsychotika se od sebe liší nejen intenzitou účinku, ale i farmakodynamickými vlastnostmi.

## Mechanismus působení
Antipsychotika působí na řadu receptorových systémů:
- Antidopaminergní působení – toto je nejvýznamnější pro jejich antipsychotické působení (zejména podtypu D2, ale rovněž D3). Navíc tento účinek má i antiemetický účinek
- Histaminový účinek – výrazný útlum, zvýšená chuť k jídlu a s tím spojené zvýšení hmotnosti
- Anticholinergní – sucho v ústech, zpomalení peristaltiky střev, zhoršení stavu u pacientů s hypertrofií prostaty či glaukomem
- Adrenolytický – pokles krevního tlaku s rizikem pádu
- Antiserotoninový účinek – blokádou serotoninových receptorů, zejména S2a, S2c se vysvětluje účinek na negativní příznaky schizofrenie, na kognitivní příznaky (zejména paměť) a depresivní příznaky a to zvýšeným množstvím dopaminu v prefrontální oblasti a vliv na nigrostriátní oblast se vysvětluje menší výskyt extrapyramidových nežádoucích účinků.

Z dalších účinků – epileptogenní, prodloužení QT intervalu na EKG, zvýšení hladiny prolaktinu a s tím spojené poruchy menstruačního cyklu, potence, vyšší riziko osteoporózy, ICHS a tardivních dyskinezí.

U různých antipsychotik se tyto nežádoucí účinky vyskytují v různé míře, případně se vůbec nemusejí vyskytnout.

## Druhy antipsychotik

### Klasická antipsychotika
Klasická antipsychotika se dělí na sedativní s menší afinitou k dopaminovému systému ale výraznější afinitou k ostatním systémům a incizivní s výraznější afinitou k dopaminovému systému, a tím výraznější antipsychotický účinek
sedativní
- fenothiazinová
  - chlorpromazin
  - levomepromazin
  - thioridazin
  - periciazin
- thioxanthenová
  - chlorprothixen
  - zuklopenthixol

incisivní
- fenothiaziny
  - perfenazin
  - prochlorperazin
  - flufenazin
- butyrofenony
  - haloperidol
  - melperon

### Atypická antipsychotika
Atypická antipsychotika mají nižší nežádoucí účinky, působí i na jiné příznaky než psychotické – zlepšují paměť, na poruchy nálady, na negativní schizofrenní příznaky. Dělí se podle mechanismu účinku na:
- SDA
  - Serotonin a dopaminoví antagonisté
    - risperidon (Risperdal®, Rispen®)
    - paliperidon (Invega®)
    - ziprasidon (Zeldox®, Geodon®)
    - sertindol (Serdolect®)

  - D2/D3 antagonisté – substituované benzamidy
    - sulpirid (Dogmatil®, Prosulpin®, Sulpirol®)
    - amisulprid (Solian®, Deniban®)
    - tiaprid (Tiapridal®)
- MARTA
  - Multireceptoroví antagonisté
    - klozapin (Clozapin Desitin®)
    - olanzapin (Zyprexa®)
    - zotepin (Zoleptil®)
    - kvetiapin (Seroquel®, Kventiax®)

  - Dopaminoví dualisté
    - aripiprazol (Abilify®)

## Nástup účinku
Antipsychotické účinky všech neuroleptik se mohou projevit již po týdnu, většinou to ovšem trvá déle – v řádu několika týdnů, což svědčí o adaptačních změnách v transdukčních systémech, které jsou pravděpodobně vlastním mechanismem zodpovědným za zlepšení psychického stavu pacienta.

Zklidňující účinky antipsychotik ovšem nastupují mnohem dříve – dle typu aplikace od minut až po hodiny. Tento účinek je žádoucí zejména u pacientů, kteří jsou velmi agresivní a jiným způsobem nezklidnitelní.

## Nežádoucí účinky
S užíváním antipsychotik se pojí řada vedlejších, nežádoucích účinků. Mezi časté patří akatizie, třes, zvýšení hmotnosti, úbytek mozkového objemu, úbytek počtu bílých krvinek (agranulocytóza), tardivní dyskineze, cukrovka, různé sexuální poruchy, únava (somnolence), deprese a snížená střední délka života.
Existuje jedna velmi vzácná komplikace léčby antipsychotiky zvaná maligní neuroleptický syndrom. Pokud se tato komplikace vyskytne, je na místě vysazení veškerých léků a léčba probíhá na ARO odděleních.